# Paweł Akimow
Paweł Mironowicz Akimow (ros. Павел Миронович Акимов, Pawieł Mironowicz Akimow; ur. 15 grudnia?/27 grudnia 1897 w Moskwie, zm. 14 grudnia 1972 w Warszawie) – polsko–rosyjski wojskowy, żołnierz Armii Czerwonej i Wojska Polskiego, kawaler Orderu Virtuti Militari oraz piłkarz występujący na pozycji bramkarza, pierwszy obcokrajowiec w historii polskiej ekstraklasy.

## Życiorys
Urodził się 27 grudnia 1897 w Moskwie, gdzie wychowywał się i ukończył gimnazjum humanistyczne.

### Wojna polsko-bolszewicka
W 1920 roku został powołany do Armii Czerwonej, gdzie służył w randze szeregowca. Podczas wojny polsko-bolszewickiej został wzięty do niewoli pod Radzyminem przez żołnierzy Wojska Polskiego i osadzony w obozie jenieckim pod Toruniem. Po zakończeniu wojny zdecydował się pozostać w Polsce i ubiegać się o polskie obywatelstwo.

### Dwudziestolecie międzywojenne
W latach 20. i 30. XX wieku mieszkał i pracował w Warszawie, gdzie grał w piłkę nożną w Legii Warszawa na pozycji bramkarza. W 1937 roku poślubił Polkę i uzyskał polski paszport, o który ubiegał się od 1921 roku.

### II wojna światowa
Po wybuchu II wojny światowej trakcie kampanii wrześniowej przedostał się przez Bałkany i Włochy do Francji, gdzie został żołnierzem polskiej 10 Brygady Kawalerii pod dowództwem płk. dypl. Stanisława Maczka. Następnie w Wielkiej Brytanii wstąpił do 1 Dywizji Pancernej, gdzie dosłużył się stopnia kaprala. W 1944 roku był uczestnikiem walk zbrojnych we Francji, Belgii i Holandii. Brał udział w operacji Overlord, bitwie pod Arnhem i wyzwoleniu Bredy. Podczas jednej z bitew, trafiony odłamkiem, pomimo poważnych ran szarpanych brzucha, wyciągnął rannego kolegę spod ostrzału przeciwnika, za co otrzymał Order Virtuti Militari.

### Okres powojenny
W połowie 1948 roku powrócił do Polski, gdzie pozostawała jego żona. Pracował do momentu przejścia na emeryturę w klubie Skra Warszawa. Zmarł 14 grudnia 1972 roku w Warszawie.

## Kariera piłkarska
W latach 1921–1922, podczas pobytu w obozie jenieckim pod Toruniem i krótko po tym, grał w piłkę nożną w zespołach Internowani Toruń oraz Czarni Toruń. W 1923 roku rozpoczął występy w Legii Warszawa. Brał wówczas udział w lokalnych rozgrywkach piłkarskich oraz meczach towarzyskich. W 1925 roku z powodu trudności finansowych i organizacyjnych przeniósł się do WTC Warszawa, gdzie zaoferowano mu wyższe pobory. Po kilku miesiącach powrócił do Legii Warszawa, gdyż działacze klubu zagrozili mu nieprzedłużeniem wizy na pobyt w Polsce, co oznaczałoby dla niego emigrację do innego kraju, gdyż w ZSRR groziły mu represje polityczne.
W 1926 roku Akimow zdobył z Legią Puchar Polskiego Towarzystwa Eugenicznego, który uznawany jest za pierwsze trofeum w historii klubu. Zawody rozgrywano w eksperymentalnym formacie piętnastominutowych spotkań i drużyn liczących po 6 graczy.
15 maja 1927 zadebiutował w nowo utworzonej lidze polskiej w meczu przeciwko Warcie Poznań, zakończonym zwycięstwem 3:1. Tym samym został pierwszym zagranicznym zawodnikiem w historii Ekstraklasy. We wrześniu 1934 roku w meczu przeciwko Garbarnii Kraków (0:3), z powodu absencji Józefa Nawrota, decyzją trenera Gustava Wiesera wystąpił na pozycji napastnika. Ogółem w latach 1927–1936 rozegrał w polskiej ekstraklasie 23 spotkania, przez znaczną część tego okresu występując w zespole rezerw. Po zakończeniu kariery zawodniczej został sędzią piłkarskim.

## Odznaczenie
- Krzyż Srebrny Orderu Virtuti Militari nr 10568[12]